# José Santos Ramírez
José Santos Ramírez (San Luis, circa 1790 - Mendoza, 1851) fue un militar argentino de larga trayectoria en las milicias de la provincia de Mendoza, al frente de las cuales participó en varias de las guerras civiles argentinas.

## Biografía
Instalado desde muy joven en la ciudad de Mendoza, en 1812 fue nombrado secretario del teniente de gobernador de Mendoza, coronel José Bolaños, y por influencia de éste ingresó a las milicias provinciales.  Prestó servicios muchos años, en las fuerzas que custodiaban la frontera sur de la provincia.
En 1829, con el grado de teniente coronel, formó parte del ejército que, al mando del coronel José Félix Aldao, hizo la campaña contra el general José María Paz y peleó en la Batalla de La Tablada. De regreso luchó en la batalla de Pilar y salvó la vida de Domingo Faustino Sarmiento, disfrazándolo como una esclava, cuando Aldao mandó matar a los prisioneros de esa batalla. Hizo también la segunda campaña a Córdoba, y tras la derrota en la Batalla de Oncativo huyó a Buenos Aires acompañando a Facundo Quiroga.
Secundó a Quiroga en su rápida campaña por el sur de Córdoba hasta Cuyo, y luchó en Río Cuarto, Río Quinto y Rodeo de Chacón. Quedó en Mendoza como comandante de la frontera sur, con sede en San Rafael; ese mismo año fue gravemente herido en un combate contra los indios, poco antes de que esa misma invasión causara la muerte del general y exgobernador José Albino Gutiérrez.
Fue legislador provincial en la época del gobernador federal Molina, y como tal apoyó la gestión del partido federal. A mediados de 1835 fue presidente de los tribunales militares que juzgaron a los líderes de la conspiración dirigida desde San Juan por Domingo de Oro; por decisión de ese tribunal fueron ejecutados los coroneles Barcala y Correa del Saá.
A órdenes de Aldao, hizo las campañas de los años 1840 y 1841 contra la Coalición del Norte en La Rioja, Catamarca y San Juan. Mientras Aldao enfrentaba a Mariano Acha en la Batalla de Angaco, quedó al mando de las fuerzas mendocinas en su propia provincia. Apoyó a Nazario Benavídez en la Batalla de La Chacarilla donde capturaron al general Mariano Acha y recuperaron San Juan, pero debió  regresar a Mendoza, cuando éste decidió abandonar San Juan a los unitarios de Lamadrid. Se unió a las fuerzas del general Ángel Pacheco, y dirigió una de las alas de la caballería federal en la Batalla de Rodeo del Medio.
Durante los años siguientes fue el comandante de la frontera. Cuando murió Aldao, el comandante de armas Pedro Pascual Segura fue elegido gobernador y nombró a Ramírez comandante del ejército provincial; se lo consideraba el mejor candidato a ser su sucesor en el gobierno.
En marzo de 1847, el embajador porteño en Chile, Bernardo de Irigoyen, organizó una revolución contra Segura, y Ramírez la enfrentó con cierto éxito. Pero Segura delegó el mando en el presidente de la legislatura, Alejo Mallea, que al día siguiente le exigió la renuncia y asumió personalmente la gobernación. Rosas felicitó al nuevo gobierno por haber terminado con la "sumisión a los unitarios" en que habría caído el gobierno de Segura, con lo que respaldaba públicamente el golpe de Estado. Con ese respaldo, Mallea se quitó de encima el último escollo: con la excusa de hacer economías, eliminó el cargo de comandante de armas de la provincia y dio de baja a Ramírez.
Ramírez falleció en Mendoza en marzo de 1851.